# Palazzo dei duchi d'Alba
Il palazzo dei duchi d'Alba è un edificio storico nella città spagnola di Piedrahíta, Provincia di Avila.

## Storia e descrizione
L'edificio si trova su un'altura che domina la località di Piedrahíta, a sud della medesima, sulla quale si trovava originariamente un antico castello medievale di Álvarez de Toledo, che al momento della decisione di erigere il palazzo, si trovava, secondo i documenti dell'epoca, in stato di rovina.
Di stile neoclassico, il palazzo fu costruito in granito, proveniente dalle cave di Valdemolinos, tra il 1755 e il 1766 a cura dell'architetto francese Jacques Marquet su incarico di Fernando de Silva y Alvarez de Toledo, XII duca d'Alba e costò 40 milioni di real.
L'edificio presenta una pianta a forma di U e si sviluppa uniformemente in altezza con un seminterrato e due piani fuori terra con un corpo centrale e due ali ai lati, che formano un cortile di fronte al corpo centrale. A sud vi sono giardini stile Versailles, abbelliti da fontane.
La Casa d'Alba lo utilizzò come residenza estiva.
La XIII duchessa di Alba de Torres, Maria Teresa Cayetana de Silva, fu colei che utilizzò di più il palazzo, invitando persone di spicco dell'epoca sua nelle arti e nelle lettere spagnole, quali, tra gli altri, il pittore Francisco Goya o lo scrittore Gaspar Melchor de Jovellanos.
Il palazzo soffrì gravi danni, provocati dall'esercito napoleonico, durante la guerra d'indipendenza spagnola.
All'inizio degli anni 1930 il municipio di Piedrahíta acquistò dalla Casa d'Alba il Palazzo dei duchi di Alba per una cifra tra le 68.000 e le 86.000 peseta.
Il palazzo fu dichiarato Bene d'interesse culturale, nella categoria "Monumenti", con decreto del 7 luglio 
1993 (Boletín Oficial del Estado del 19 agosto 1993).
Nel secolo XXI ospita un centro d'insegnamento infantile e primario, il CEIP Gran Duque de Alba, e i suoi giardini sono utilizzati come parco pubblico locale.